# Mys Bonavista
Mys Bonavista je mys na východním pobřeží ostrova Newfoundland v kanadské provincii Newfoundland a Labrador. Nachází se na severovýchodním cípu poloostrova Bonavista, který odděluje záliv Trinity Bay na jihu od zálivu Bonavista Bay na severu. Cestu do zálivů bezpečně naváděl maják postavený v roce 1843, který je historickou památkou provincie a muzeem. Nedaleké město Bonavista nese své jméno podle této historické památky.
Na tomto místě mohl 24. června 1497 přistát John Cabot se svou druhou výpravou do Severní Ameriky (nebo jindy v 15. století). K místu jeho přistání se hlásí i další místa na Newfoundlandu.
Maják na mysu Bonavista byl postaven v roce 1843. Na skalnatém ostrově odděleném od mysu úzkým, srázným průlivem se nachází prosperující kolonie papuchalků.

## Galerie

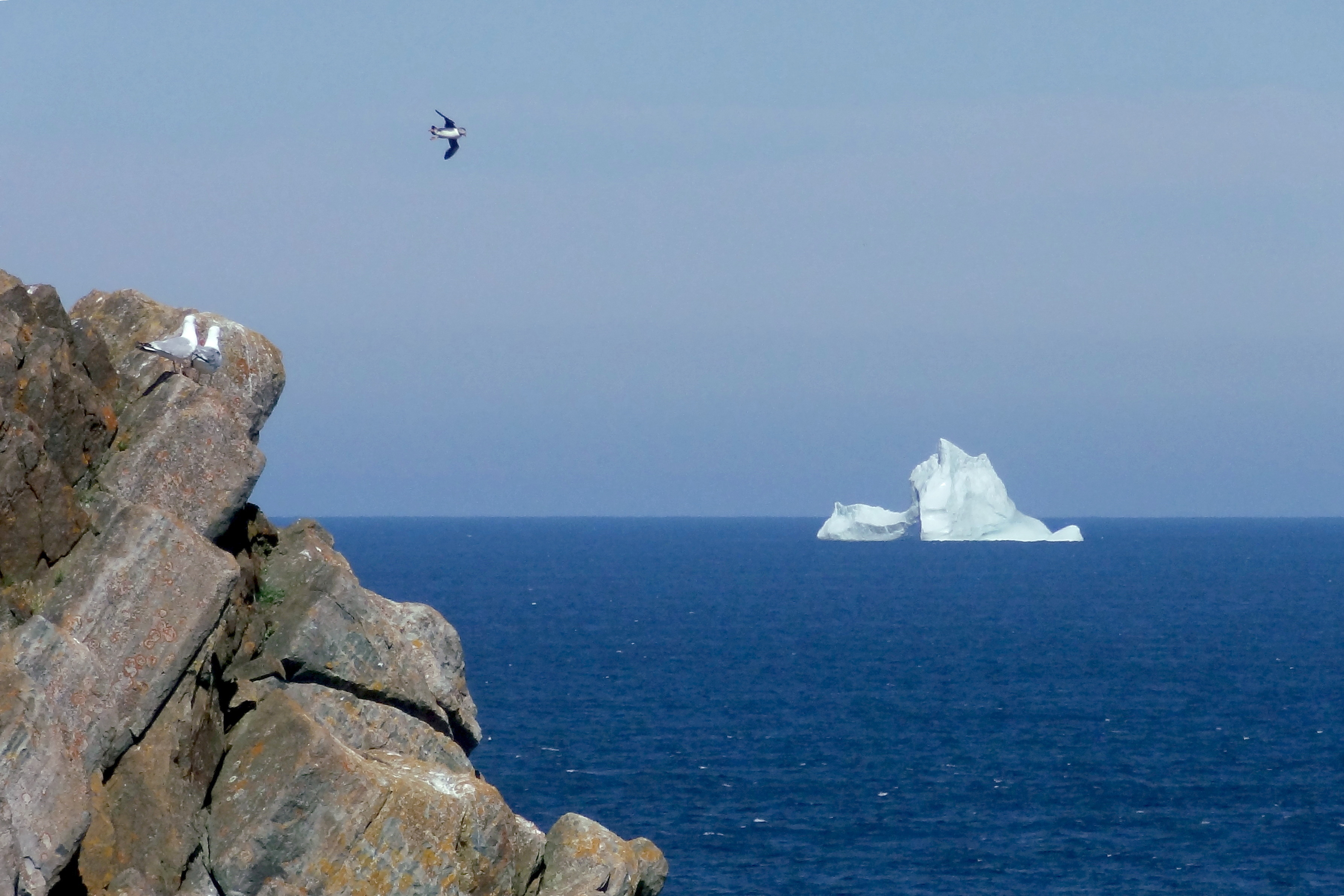
Ledovec a špička kolonie papuchalků při pohledu z mysu.
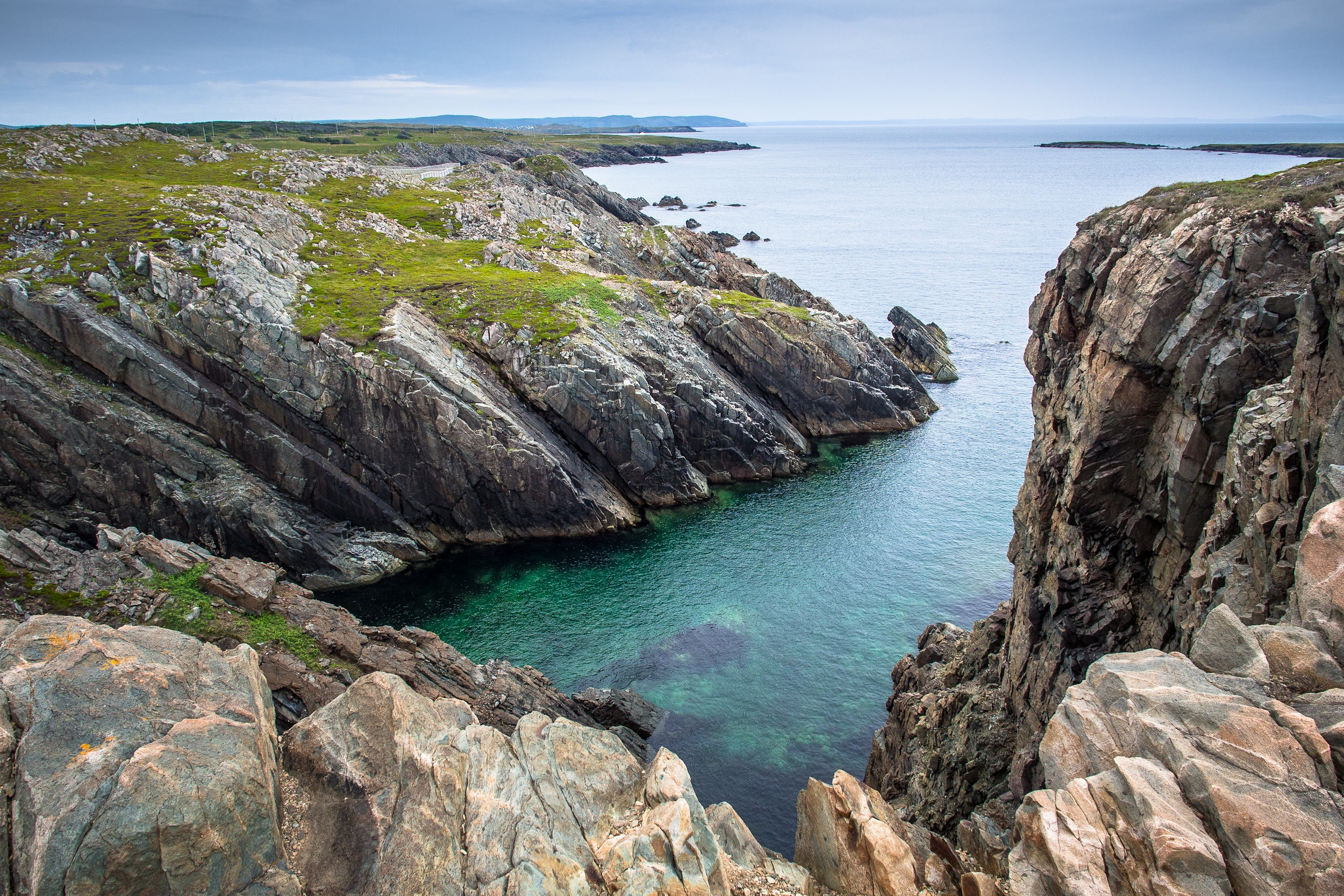
Záliv
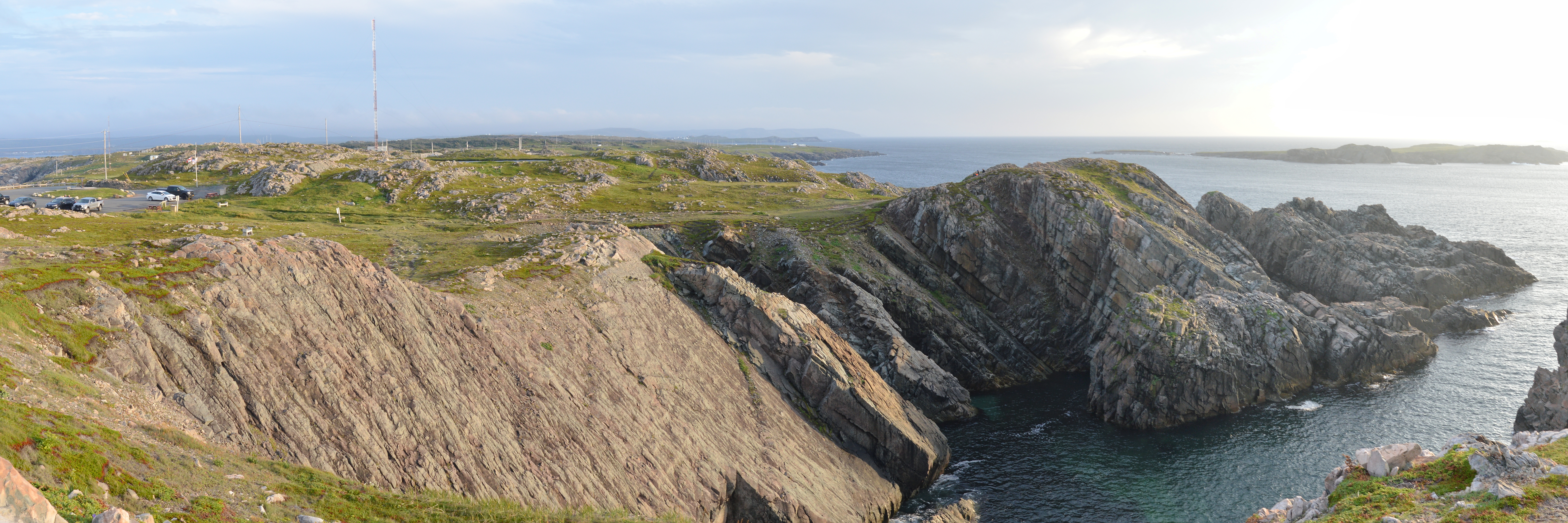
Mys Bonavista